# Marele Premiu al Juriului (Berlinale)
Marele Premiu al Juriului (Jury Grand Prix) este un premiu Ursul de Argint acordat la Festivalul Internațional de Film de la Berlin pentru cel mai bun film de lung metraj aflat în competiție. Este considerat al doilea premiu cel mai prestigios al festivalului, după Ursul de Aur.  A fost acordat prima dată în 1965 filmului franțuzesc regizat de Agnès Varda - Le Bonheur (Fericire). Premiul a fost cunoscut anterior ca Premiul Special al Juriului (Special Jury Prize). În anul 2000, la a 50-a ediție a  Festivalului Internațional de Film de la Berlin, denumirea a fost schimbată în mod oficial în Jury Grand Prix. Între 1969-1970 nu s-a acordat.

## Premii
| An        | Film                                                              | Regizor                                | Naționalitatea regizorului |                |
| 1965      | Le Bonheur (Happiness)                                            | Agnès Varda                            | Franța                     |                |
| 1965      | Repulsion                                                         | Roman Polanski                         | Polonia                    |                |
| 1966      | Schonzeit Für Füchse (No Shooting Time for Foxes)                 | Peter Schamoni                         | West Germany               |                |
| 1967      | Alle Jahre Wieder                                                 | Ulrich Schamoni                        | West Germany               |                |
| 1967      | La Collectionneuse                                                | Éric Rohmer                            | Franța                     |                |
| 1968      | Innocence Unprotected (Nevinost Bez Zastite)                      | Dušan Makavejev                        | Iugoslavia                 |                |
| 1968      | Signs of Life (Lebenszeichen)                                     | Werner Herzog                          | West Germany               |                |
| 1968      | Come l'Amore (Something Like Love)                                | Enzo Muzii                             | Italia                     |                |
| 1969-1970 | Nu s-a acordat                                                    | Nu s-a acordat                         | Nu s-a acordat             | Nu s-a acordat |
| 1971      | Il Decameron (The Decameron)                                      | Pier Paolo Pasolini                    | Italia                     |                |
| 1972      | The Hospital                                                      | Arthur Hiller                          | Statele Unite ale Americii |                |
| 1973      | Nu iese fum fără foc (Il n'y a pas de fumée sans feu)             | André Cayatte                          | Franța                     |                |
| 1974      | The Clockmaker                                                    | Bertrand Tavernier                     | Franța                     |                |
| 1975      | Dupont Lajoie                                                     | Yves Boisset                           | Franța                     |                |
| 1975      | Overlord                                                          | Stuart Cooper                          | Regatul Unit               |                |
| 1976      | Canoa                                                             | Felipe Cazals                          | Mexic                      |                |
| 1977      | The Devil, Probably (Le Diable, Probablement)                     | Robert Bresson                         | Franța                     |                |
| 1978      | A Queda                                                           | Ruy Guerra Nelson Xavier               | Brazil                     |                |
| 1979      | Iskanderija... Lih? (Alexandria... Why?)                          | Youssef Chahine                        | Egypt                      |                |
| 1980      | Seeking Asylum (Chiedo Asilo)                                     | Marco Ferreri                          | Italia                     |                |
| 1981      | Akaler Sandhane (In Search of Famine)                             | Mrinal Sen                             | India                      |                |
| 1982      | Shivers (Dreszcze)                                                | Wojciech Marczewski                    | Polonia                    |                |
| 1983      | A Season in Hakkari (Hakkâri'de Bir Mevsim)                       | Erden Kıral                            | Turkey                     |                |
| 1984      | No Habrá más Penas ni Olvido (Funny Dirty Little War)             | Héctor Olivera                         | Argentina                  |                |
| 1985      | Flowers of Reverie (Szirmok, Virágok, Koszorúk)                   | László Lugossy                         | Hungary                    |                |
| 1986      | Slujba s-a sfârșit (La Messa è Finita)                            | Nanni Moretti                          | Italia                     |                |
| 1987      | The Sea and Poison (Umi To Dokuyaku)                              | Kei Kumai                              | Japan                      |                |
| 1988      | Commissar (Kommissar)                                             | Alexander Askoldow                     | Uniunea Sovietică          |                |
| 1989      | Evening Bell                                                      | Wu Ziniu                               | China                      |                |
| 1990      | The Asthenic Syndrome (Astenicheskiy sindrom)                     | Kira Muratova                          | Uniunea Sovietică          |                |
| 1991      | The Conviction (La Condanna)                                      | Marco Bellocchio                       | Italia                     |                |
| 1991      | Satan                                                             | Viktor Aristow                         | Uniunea Sovietică          |                |
| 1992      | Sweet Emma, Dear Böbe (Édes Emma, Drága Böbe - Vázlatok, Aktok)   | István Szabó                           | Hungary                    |                |
| 1993      | Arizona Dream                                                     | Emir Kusturica                         | Iugoslavia                 |                |
| 1994      | Strawberry and Chocolate (Fresa y Chocolate)                      | Tomás Gutiérrez Alea Juan Carlos Tabío | Cuba                       |                |
| 1995      | Smoke                                                             | Wayne Wang                             | Statele Unite ale Americii |                |
| 1996      | Lust och Fägring Stor (All Things Fair)                           | Bo Widerberg                           | Suedia                     |                |
| 1997      | The River                                                         | Tsai Ming-liang                        | Taiwan                     |                |
| 1998      | Wag the Dog                                                       | Barry Levinson                         | Statele Unite ale Americii |                |
| 1999      | Mifune's Last Song (Mifune)                                       | Søren Kragh-Jacobsen                   | Denmark                    |                |
| 2000      | The Road Home                                                     | Zhang Yimou                            | China                      |                |
| 2001      | Beijing Bicycle                                                   | Wang Xiaoshuai                         | China                      |                |
| 2002      | Halbe Treppe (Grill Point)                                        | Andreas Dresen                         | Germany                    |                |
| 2003      | Adaptation                                                        | Spike Jonze                            | Statele Unite ale Americii |                |
| 2004      | Lost Embrace (El Abrazo Partido)                                  | Daniel Burman                          | Argentina                  |                |
| 2005      | Peacock                                                           | Gu Changwei                            | China                      |                |
| 2006      | Offside                                                           | Jafar Panahi                           | Iran                       |                |
| 2006      | En Soap (Soap)                                                    | Pernille Fischer Christensen           | Denmark                    |                |
| 2007      | El Otro (The Other)                                               | Ariel Rotter                           | Argentina                  |                |
| 2008      | Standard Operating Procedure                                      | Errol Morris                           | Statele Unite ale Americii |                |
| 2009      | Alle Anderen (Everyone Else)                                      | Maren Ade                              | Germany                    |                |
| 2009      | Gigante                                                           | Adrián Biniez                          | Uruguay                    |                |
| 2010      | Eu când vreau să fluier, fluier (If I Want to Whistle, I Whistle) | Florin Șerban                          | Romania                    |                |
| 2011      | Calul din Torino (A torinói ló)                                   | Béla Tarr                              | Hungary                    |                |
| 2012      | Just the Wind (Csak a szél)                                       | Benedek Fliegauf                       | Hungary                    |                |
| 2013      | An Episode in the Life of an Iron Picker                          | Danis Tanović                          | Bosnia and Herzegovina     |                |
| 2014      | Hotel Grand Budapest                                              | Wes Anderson                           | United States              |                |
| 2015      | The Club                                                          | Pablo Larraín                          | Chile                      |                |
| 2016      | Death in Sarajevo                                                 | Danis Tanović                          | Bosnia and Herzegovina     |                |